# Chemielaborjungwerker
Chemielaborjungwerker ist ein in Deutschland seit 1938 anerkannter Ausbildungsberuf der Chemieindustrie.

## Aufgaben und Arbeitsgeräte
Chemielaborjungwerker sind bei der Herstellung chemischer Grundstoffe tätig. Bei der Entwicklung verschiedener Produkte beschäftigen sie sich mit der Versuchsdurchführung und entsprechender Kontrollen. Die weiteren Aufgaben liegen in der Dokumentation und Interpretation der Ergebnisse.
Chemielaborjungwerker benutzen hauptsächlich Zentrifugen, Pressen, Pumpen, Druckgefäße, Präzisionswaagen und Destillationsapparaturen bei ihrer Arbeit. Sie sind auch für die Justierung und Instandhaltung der Arbeitsgeräte zuständig.

## Ausbildung
Die zweijährige Ausbildung erfolgt zu einem Teil in der Berufsschule und zum anderen Teil in einem Ausbildungsbetrieb.
Es gibt keine schulischen Voraussetzungen, jedoch stellen die meisten Betriebe in der Industrie nur Auszubildende mit einem mittleren Bildungsabschluss ein. Wer Chemielaborjungwerker werden möchte, sollte vor allem Freude am Experimentieren haben und sich für wissenschaftliche Arbeiten und chemische Prozesse interessieren.
Im Jahr 2023 gab es 15 Ausbildungsanfänger.